# دیکلی‌تاش (بسنی)
دیکلی‌تاش (به ترکی استانبولی: Dikilitaş) (به کردی: Sêsûng)》یک منطقهٔ مسکونی در ترکیه است که در بسنی واقع شده‌است.